# Коумс (Тексас)
Коумс (енгл. Combes) град је у америчкој савезној држави Тексас. По попису становништва из 2010. у њему је живело 2.895 становника.

## Демографија
Према попису становништва из 2010. у граду је живело 2.895 становника, што је 342 (13,4%) становника више него 2000. године.
| Група             | 2000.         | 2010.         |
| Белци             | 585 (22,9%)   | 627 (21,7%)   |
| Афроамериканци    | 9 (0,4%)      | 15 (0,5%)     |
| Азијати           | 7 (0,3%)      | 8 (0,3%)      |
| Хиспаноамериканци | 1.948 (76,3%) | 2.246 (77,6%) |
| Укупно            | 2.553         | 2.895         |